# ميشيل بيلز
ميشيل بيلز (بالفرنسية: Michel Pilz)‏ هو عازف كلارينيت لوكسمبورغي، ولد في 28 أكتوبر 1945 في باد نوياشتات آن در زاله في ألمانيا.

## وصلات خارجية
- ميشيل بيلز على موقع ميوزك برينز (الإنجليزية)
- ميشيل بيلز على موقع ديسكوغز (الإنجليزية)